# 20298 Gordonsu
20298 Gordonsu è un asteroide della fascia principale. Scoperto nel 1998, presenta un'orbita caratterizzata da un semiasse maggiore pari a 2,5942699 UA e da un'eccentricità di 0,0959283, inclinata di 7,88562° rispetto all'eclittica.
L'asteroide è dedicato a Gordon L. Su, finalista di un concorso Intel.